# Steinheim, Luxemburg
Steinheim är en ort i Luxemburg.   Den ligger i distriktet Grevenmacher, i den östra delen av landet, 30 kilometer nordost om huvudstaden Luxemburg. Steinheim ligger 158 meter över havet och antalet invånare är 550.
Terrängen runt Steinheim är huvudsakligen kuperad, men åt nordost är den platt. Steinheim ligger nere i en dal.  Närmaste större samhälle är Echternach, 4,0 kilometer väster om Steinheim. 
Omgivningarna runt Steinheim är en mosaik av jordbruksmark och naturlig växtlighet. Runt Steinheim är det tätbefolkat, med 550 invånare per kvadratkilometer.